# كولن هاربر
كولن هاربر (بالإنجليزية: Colin Harper)‏ (25 يوليو 1946 إبسوتش المملكة المتحدة - 29 مارس 2018) هو لاعب كرة قدم بريطاني سابق كان يلعب كمدافع.

## روابط خارجية
- كولن هاربر على موقع قاعدة بيانات كرة القدم.إي يو (الإنجليزية)
- كولن هاربر على موقع Soccerbase.com (مدرب) (الإنجليزية)